# تکرار گفتار
تکرار گفتار (به انگلیسی: Speech Repetition) توسط یک شخص، از واکهی گفته شده که توسط شخص دیگری ساخته شده‌است، تولید می‌شود،
(تکرار گفتار) مستلزم داشتن این توانایی است که افراد صدایی را که از تلفظ صوتی شخص دیگری می‌شنوند، دریافت کرده و به صورت آوای خروجی مشابهی، از دستگاه صوتی خود تولید کنند.
این تقلید خروجی ورودی گفتار، اغلب به‌طور مستقل از درک گفتار رخ می‌دهد. مثل دنبال کردن گفتار، زمانی که یک شخص به‌طور ناخودآگاه کلمات شنیده شده درگوشی تلفن را بیان می‌کند. یا شرایط آسیب شناختی پژواک، گویی چنان‌که افراد خودشان کلماتی را که از راه دور می‌شنوند، تکرار می‌کنند. این ارتباط برای تکرار گفتار کلمات در مغز برای تکرار گفتار جدا شده‌است. تکرار گفتار در جریان روند گفتار پسین اتفاق می‌افتد، درحالی که درک گفتار در جریان روند گفتار پیشین رخ می‌دهد. تکرارها اغلب توسط این مسیر در جملات فی البداهه به‌طور فوری یا بعد از تأخیر در حافظه واج‌شناسی ناآگاهانه ثبت شده‌اند.
در انسان، توانایی برای ترسیم تلفظ صوتی ورودی شنیداری، در خروجی متحرک، در سطح بالایی توسعه یافته‌است. در این میان توانایی کپی کردن، یک نقش بحرانی را در پیشرفت سریع یک بچه در کلمات گفته شده‌اش ایفا می‌کند. در بچه‌های بزرگتر و بزرگسالان هم اهمیت این موضوع هنوز باقی مانده‌است. چرا که این امر آن‌ها را به ادامه یادگیری نام‌ها و کلمات جدید و زبانی دیگر قادر می‌سازد. چنین تکراری برای ترویج زبان از یک نسل به نسلی دیگر هم ضروری است. به علاوه اینطور پیشنهاد شده بوده که واحدهای واجی که خارج از گفتار ساخته شده، به وسیلهٔ روند توسعه و ارسال کلمات انتخاب شده‌اند. به دلیل اینکه بچه‌ها ترجیحاً کپی کردن کلمات واحدهای ابتدایی را به لحاظ آسان‌تر بودن، تقلید می‌کردند.

## فراگیری
تقلید صدا به سرعت اتفاق می‌افتد. کلمات می‌توانند در ۲۵۰–۳۰۰ میلی ثانیه[۱] هر دو طبیعی (درطی سایه گفتار[۲] وهنگام تکرار گفتار توسط افراد عقب افتاده[۳]). تقلید از هجای سخن شاید حتی سریعتر اتفاق بیفتد. مردم صدای دوم در هجای [ao]را زودتر تقلید می‌کنند قبل ازاینکه بتوانند ان را تشخیص دهند[۴] (از مجموعه [ao] ,[aæ] و [ai]). اجرای ساده یک تغییر به [o] براساس تعیین یک مصوت در [ao] کمتر از تفسیر و اجرا کردن ان به عنوان پاسخ جزئی طول می‌کشد. عصب‌شناسی به این اشاره می‌کند که… مراحل اولیه تجزیه وتحلیل جمله اطلاعاتی را ارائه می‌کند که به‌طور مستقیم قابل تغییر به اطلاعات مورد نیاز برای تولید جمله است.[۴] درسایه گفتار و تکرار و تقلید تکرار گفتار می‌تواند فوراً تکرار شود. آن همچنین بعد ازاینکه الگوی تلفظ توانست انجام شود درحافظه کوتاه مدت یا بلند مدت ذخیره می‌شود. آن به‌طور خودکار از دو حس شنوایی و اطلاعات قابل استفاده بصری دربارهٔ چگونگی تولید کلمه استفاده می‌کند.[۵][۶]
طبیعت غیرارادی تکرار گفتار توسط کارل ورنیک ثبت شد، متخصص اعصاب در اواخر قرن نوزدهم، کسی که بیان کرد حرکات اولیه گفتار قبل از گسترش آگاهی عمل می‌کنند، در طبیعت انعکاسی و تقلیدی هستند.[۷]

## گفتار مستقل
تقلید صدا در رشد قبل از درک گفتار و همچنین سخنان نامفهوم به وجود می‌آید:کودکان ۱۸ هفته‌ای بی‌اختیار کپی عبارات صوتی را همراه صداهای شبیه به وجود می‌آورند.[۸] تقلید مصوتها در ۱۲ هفتگی ظهور می‌کند.[۹]
آن مستقل از زبان مادری، مهارت‌های زبانی، درک مطلب و هوش سخنگو است. بسیاری از مردم به خاطر اوتیسم و روانی کلماتی را که شنیده‌اند تقلید و تکرار می‌کنند (اغلب صدای صحبتشان با دیگران) بدون اینکه بدانند چه چیزی را منعکس می‌کنند. [۱۰][۱۱][۱۲][۱۳]. بازتاب غیرارادی طنین کلمات و جملات دیگران تقریباً در نیمی از آن‌ها با علایم مشخصه بیماری ژیل دلا تورت رخ می‌دهد.[۱۴] توانایی تکرار کلمات و غیر کلمات بدون فهم همچنین در زبان پریشی مختلط ورای مغزی جایی که به مقدار کمی با مخزن صداشناسی کوتاه مدت مرتبط می‌باشد اتفاق می‌افتد.[۱۵]
این توانایی تکرار و تقلید صداهای سخن جداگانه در گفتار معمول رخ می‌دهد. سایه گفتار مدارکی را از مزیت ورودی/ خروجی قسمت گفتار فراهم کرده که از سایر اجزای سیستم گفتار جداست.[۱۶] پژوهش نروکنتیو همچنین شواهدی از یک رابطه مستقیم بین تحلیل ورودی صدا وبرنامه خروجی موتور یافتند.[۱۷][۱۸][۱۹]

## استقلال اجرا کننده
صداها می‌تواند از طریق تقلید به صدای تلفظ شده به رغم تفاوت آناتومی دستگاه آوازی در اندازه و شکل به خاطر جنسیت سن و تنوع آناتومی ترسیم کرد. چنین تنوع ساخت گسترده نقشه ورودی خروجی گفتار پیچیده ترازنگاشت حرکت تارهای صوتی است. شکل دهان به‌طور گستردهای متفاوت است: دندان پزشکان۳ شکل اساسی سقف دهان را تشخیص دادند. ذوزنقه بیضی و لوزی. شش نوع پایین بین دو فک. نه تا از دندان‌ها مربوط به دندان‌های قوسی و طیف وسیعی گسترده‌ای از ناهنجاری‌های فک بالا و پایین مربوط است.[۲۰] صدای صوت نیز می‌تواند به علت آسیب دندانی و پوسیدگی دندان تغییر کند. عوامل دیگری که نمی‌تواند مانع نقشه‌برداری موتور حسی لازم برای تقلید صدا شوند عیب‌های دهانی شرم آوری هستند. مانند موی لبها-شکاف سقف دهان یا قطع نوک زبان –سیگار کشیدن-گاز گرفتن مداد و دندان قروچه (زمانی که کلام مشخص نباشد). سینوس‌های پارانازال بین افراد ۲۰ – برابر درجه صدا فرق دارد و در وجود و درجه عدم تقارن متفاوت است.[۲۱][۲۲]

## تفاوت تلفظ صدا در زبان
تقلید صدا درطیف متنوعی از واحدهای آوایی و انواع صدا ایجاد می‌شود. زبان‌های دنیا آواهای بی صدایی را بکار می‌برند که محل تلفظ قابل تقلید درسیزده تار صوتی متفاوت است (از لب‌ها تا چاکنای). این آواها می‌تواند به‌طور بالقوه‌ای با یازده روش قابل تقلید از صداها تلفظ شود (از دماغ تا صداهای جانبی). گفتار را می‌توان با توجه به لهجه اجتماعی-زیروبمی صدا-دانگ صدا و فردیت کپی کرد (ادا درآوردن برای سرگرمی). گفتار را می‌توان به گونه‌ای شمرده بیان کرد که به‌طور قابل توجهی در سرعت-تون صدا –دانگ صدا بلندی و هیجان صدا وقفه انداخت. سخنان بیشتر در اشکال گوناگون وجود دارد مانند تصنیف-شعر-فریاد و نجوا. سخن قابل فهم را می‌توان با زیروبمی کاربری و در گویش‌های منطقه‌ای و لهجه‌های خارجی تو لید کرد. این جنبه‌ها به آسانی کپی می‌شوند:از مردم بخواهید گفتار را تکرار کنند-شبیه کلمات نه تنها صداها بلکه جنبه‌های دیگر تلفظ به‌درستی تقلید می‌شوند از قبیل فرکانس‌های اساس[۲۳] بیان هجاهای دارای شوا[۲۳] صدا و طیف سیمانتیک لب‌ها [۲۴] زمان شروع صدا[۲۵] و لهجه منطقه ای.[۲۶]